# Tundrahumla
Tundrahumla (Bombus hyperboreus) är en insekt i överfamiljen bin (Apoidea).

## Utbredning
Tundrahumlan är en extremt nordlig art med cirkumpolär utbredning i nordligaste Norden, norra Ryssland samt Arktis, där den främst finns på öarna, som Novaja Zemlja, Wrangels ö med flera.
I Sverige och Norge finns den endast på högfjället; i Sverige längst i norr i Sarek, Padjelanta, vid Abisko och Treriksröset, i Norge på Hardangervidda och Dovrefjell i söder, samt ett antal fjäll i Finnmarksvidda i norr.
I Finland har den endast påträffats i norra Lappland, och med undantag för två fynd från 1917 respektive före 1945, endast i det nordvästligaste hörnet. Den är ett av endast fyra vildlevande bin som förekommer i Arktis.
Populationen i den nearktiska regionen listas sedan 2015 som Bombus natvigi.

## Beskrivning
Arten är mycket stor, i Sverige är den landets största humleart, med en kroppslängd hos drottningen på 22–25 mm, och hos hanen på 18–20 mm. Arbetare är mycket sällsynta, och varierar i storlek. Mellankroppen har en brunaktig krage, och ett likaledes brunaktigt band längst bak, men är svart i övrigt. På bakkroppen har de två första tergiterna också en brunaktig päls, medan resten av bakkroppen är svart. Humlans päls är mycket tjock, och färgteckningen är densamma för båda könen.

## Ekologi
Inga bon har hittats av tundrahumlan, och arbetare är extremt sällsynta; sommaren 2014 upptäcktes dock en i Trøndelag i Norge. Det anses numera allmänt att den lever som snylthumla, det vill säga att drottningen tränger in i andra humlesamhällen, bland andra alphumla och polarhumla, dödar drottningen, och låter arbetarna i det övertagna boet föda upp dess egna ägg och larver. Till skillnad från de äkta snylthumlorna (undersläktet Psithyrus) har trundrahumledrottningen en pollenkorg för att samla pollen med på bakbenen och kan effektivt bidra till polleninsamlandet.
Tundrahumlan besöker olika fjällväxter som fjällmaskros, mjölke, svarthö och fjällglim. Den har även hittats på rödklöver och odlad strandveronika i fjällnära byar, samt på spiror och vedlar.

## Hotbild
Då tundrahumlan är en så extremt nordlig art, är den hotad av temperaturhöjningen.. Den är internationellt rödlistad som sårbar ("VU"), som nära hotad (NT) i Sverige och sårbar i Finland.